# Цветков, Алексей Константинович
Алексе́й Константи́нович Цветко́в (1 сентября 1981, Свердловск) — российский лыжник-двоеборец, выступал на всероссийском уровне в первой половине 2000-х годов. Участник зимних Олимпийских игр в Солт-Лейк-Сити, чемпион мира среди юниоров, двукратный чемпион России, обладатель Кубка России, многократный призёр всероссийских первенств в разных дисциплинах лыжного двоеборья. На соревнованиях представлял физкультурно-спортивное общество «Динамо» и Свердловскую область, мастер спорта международного класса.

## Биография
Алексей Цветков родился 1 сентября 1981 года в Свердловске. Активно заниматься лыжным двоеборьем начал с раннего детства, сначала проходил подготовку под руководством С. Смирнова, позже был подопечным заслуженного тренера Владислава Николаевича Рожка. Окончил екатеринбургское Училище олимпийского резерва № 1, состоял в физкультурно-спортивном обществе «Динамо», представлял Военно-воздушные силы Российской Федерации.
Норматив мастера спорта по двоеборью выполнил в 1997 году. Начиная с 1999 года состоял в составе российской национальной сборной. Впервые заявил о себе на крупных соревнованиях в сезоне 2000 года, когда стал обладателем Кубка России по лыжному двоеборью и одержал победу на чемпионате мира среди юниоров в Словакии. Год спустя на чемпионате России стал серебряным призёром в спринте и командной гонке, а также взял бронзу в классике.
В 2002 году Цветков завоевал золотую медаль в спринте на чемпионате России и благодаря череде удачных выступлений удостоился права защищать честь страны на зимних Олимпийских играх в Солт-Лейк-Сити. В командной гонке 4 × 5 км выступал совместно с партнёрами Алексеем Фадеевым, Владимиром Лысениным и Алексеем Баранниковым, но финишировать они не смогли. В индивидуальной гонке занял лишь 35 место, отстав от победителя более чем на шесть минут.
После Олимпиады Алексей Цветков остался в составе российской национальной сборной и продолжил выступать на всероссийском уровне. Так, в 2003 году на чемпионате России был лучшим в классике, получил серебряные награды в спринте и командном первенстве. В следующем сезоне вновь был вторым в командной дисциплине. Последний раз показал сколько-нибудь значимый результат в лыжном двоеборье в 2005 году, когда на всероссийском первенстве стал бронзовым призёром в классике и спринте, тогда как в командных соревнованиях в пятый раз подряд получил серебро. За выдающиеся спортивные достижения удостоен почётного звания «Мастер спорта России международного класса».
В марте 2011 года был уличён в употреблении допинга — во взятой в феврале на Кубке России пробе были обнаружены следы запрещённого вещества сибутрамина. Цветков был отстранён от участия в соревнованиях и в связи с этим принял решение завершить карьеру профессионального спортсмена.